# Srpsko-bugarski rat 1885.
Srpsko-bugarski rat počeo je 14. studenoga (2. studenoga po julijanskom kalendaru) 1885. godine, kada je Kraljevina Srbija, nezadovoljna s ujedinjenjem Bugarske s Istočnom Rumelijiom, objavila rat Bugarskoj. Kraljevina Srbija je imala vlastite planove širenja na turski teritorij u Makedoniji i sve do Egejskog mora - koji su bili u očitoj koliziji s bugarskim, pa i grčkim pretenzijama na ista područja.
Bugarska pobjeda u ovom kratkom ratu bila je preduvjet za međunarodno priznanje ujedinjenja Istočne Rumelije s Kneževinom Bugarskom: u tome je Bugarska djelovala protivno volji svojeg vanjskopolitičkog pokrovitelja Rusije, te će razvoj događaja gdje je Rusija podržala bugarske neprijatelje naposljetku dovesti do potpunog prekida Bugarsko-Ruskih odnosa.
Prema dr. Mirku Valentiću brz i potpun poraz Srbije u bitci na Slivnici bila je i prekretnica u ekspanzionističkoj srbijanskoj politici koja od tada napušta Garašaninove planove (poznate kao koncepcija "Načertanije") na bugarskom etničkom području.

## Razlozi
Ujedinjenje Istočne Rumelije s Kneževinom Bugarskom 6. rujna 1885. g. nije bilo dobro primljeno od strane susjednih balkanskih zemalja, jer je pojavom udvostručene bugarske države prijetila opasnost od bugarske dominacije nad Balkanskim poluotokom. 
Srbija, koja je u bugarskom ujedinjenju vidjela opasnost po svoje interese u Makedoniji, snažno se odupirala bugarskom ujedinjenju. Kralj Milan Obrenović je još 1881. god. obavijestio sve velike sile da će upasti u Bugarsku ako dođe do mogućeg ujedinjenja Bugarske i Istočne Rumelije. Dana 9. rujna 1885 Srbija je mobilizirala svoju vojsku. U zemlji je izašlo nekoliko stotina članaka, knjiga i propagandnih plakata uperenih protiv bugarskog ujedinjenja.
Nakon ujedinjenja Bugarske, i Grčka je hitno izvršila mobilizaciju. Vlade Rusije, Osmanskog Carstva i zapadnih Velikih sila zaprijetile su Grčkoj da se suzdrži od vojnog upada na tursko tlo radi priključenja dijelova Makedonije u sastav Grčke.
Sa svoje strane je Rusija - koja je između ostaloga izravno upravljala bugarskom vojskom i ministarstvom obrane koje su vodili ruski časnici i činovnici, te je imala dugoročni plan da Bugarsku i okolna područja učini izravnim dijelom svojeg državnog područja - bila izrazito nezadovoljna bugarskim nedovoljnim posluhom, nakon što je bugarski knez Aleksandar I. Battenberg 1881. god. raspustio prorusku vladu u Bugarskoj. Kada je Bugarska bez dogovora s Rusijom početkom rujna 1885. god. ujedinjenje s Istočnom Rumelijom, Rusija je povukla sve svoje časnike koji su vodili bugarsku vojsku - tj. kompletan viši zapovjedni kadar bugarske vojske. Očito zadovoljne smanjenjem utjecaja Rusije na Balkanu, preostale velike sile se nisu pridružile osudi bugarskog ujedinjenja, a Turska u takvoj situaciji nije pokazivala spremnost da to ujedinjenje sprječava vlastitom vojnom akcijom.
Srbija je bila ohrabrena potezima bugarskog vanjskopolitičkog pokrovitelja Rusije, a bugarska vojska lišena viših časnika bila je u očitoj krizi. Naposljetku se Srbija odlučila napasti Bugarsku, sukladno svojoj prijetnji iz 1881. godine.
Dana 12. rujna Bugarska je svjesna mobilizacije u Srbiji, koja je provedena radi održavanje ravnoteže na Balkanu. Srbijanski zahtjevi za priznavanje ujedinjenja bili su da se Srbiji predaju gradovi: Vidin, Trn i Radomir, za koje se u Srbiji tvrdilo da su naseljeni Srbima. Glavni cilj Srbije je bio ovladavanje bugarskim glavnim gradom Sofijom, i time presjecanje veze između Bugarske i Makedonije.
Austro-Ugarska - koja je tada pružala vanjskopolitičko pokroviteljstvo Srbiji - je podržala srbijanske zahtjeve, ali je preferirala mirno rješenje sukoba. Rusija nije javno ometala ujedinjenje, ali su ruski listovi objavili članke u kojima se očekivalo da će se provesti „pravična naknada“ za Srbiju. Neke novine su osuđivale Rusiju naslovima „Rusija će izgubiti Bugarsku!“. Naposlijektu je proizašlo da je Osmansko carstvo jedina zemlja koja je podržala Bugarsku.
Austro-Ugarska, koja je imala tajni dogovor sa Srbijom, pristala joj je izdati kredit za naoružanje, ali ju je upozorila da se ne namjerava miješati u sukob slanjem vlastite vojske.
Sve Velike sile zauzele su neutralnu poziciju, a neke su pozivale na mir. Nakon što se u Londonu došlo do saznanja da Rusija u stvari ne podržava ujedinjenje, Velika Britanija uzima Bugarsku u zaštitu. Svi ostali su očekivali srbijansku pobjedu.

## Manifest
Dana 27. rujna srbijanske postrojbe prelaze granicu kod Trna, ali su odbijene od strane bugarske vojske. Nakon mjesec dana slijedi druga etapa provokacija od strane srbijanske vojske na bugarskoj granici. Bugarska je prosvjedovala kod velikih sila, ali bez ikakvog uspjeha. Krajem listopada, srbijanske snage završavaju grupiranje na granici, a 2. studenoga Srbija je objavila rat Bugarskoj pod izgovorom da su bugarske postrojbe napale dijelove njenih teritorija. Istoga dana bugarski knez Aleksandar Battenberg izdaje manifest bugarskom narodu:
Bugarska je uputila notu svim velikih sila sa zahtjevom za intervenciju mirovnim snagama, ali odgovor nije dobila. Osmansko Carstvo, uzvraća zahtjev za pomoć, ali obećava da će poslati svoje postrojbe u potporu Bugarskoj, ako knez opozove ujedinjenje s Istočnom Rumelijom.

## Obje strane i planovi za akciju

### Srbija
Opći plan srbijanske vojske je bio napredovanje pravcem Pirot - Caribrod i razbijanje Bugara uz pomoć brojčane nadmoći u pograničnom području u blizini Caribroda, nakon čega bi porazila i pristigle u pomoć bugarske trakijske postrojbe i osvojila Vidin i glavni grad Bugarske - Sofiju, gdje je kralj Milan Obrenović kanio diktirati svoje mirovne uvjete.
Srbijanska vojska je raspolagala s 42 000 ljudi i 800 konjanika koje je poslala na Sofiju (Nišavska armija) i 21 000 ljudi koje je poslala na vidinsko bojište (Timočka armija), kao i s 8 800 rezervista, i s 400 “ostragana” (topova koji se pune od straga), a 30 Kruppovih topova se očekivalo da stignu iz Francuske. Kralj Milan se proglasio za glavnog zapovjednika, udaljivši sve viđenije vojskovođe iz ranijih ratova, među kojima su bili generali Belimarković i Horvatović (podrijetlom iz Hrvatske).

### Bugarska
Rusija je povukla svoje dužnosnike iz bugarske vojske u znak demonstracije protiv ujedinjenja.
Bugari nisu imali dovoljno časnika. Uzdali su se u svojih 40 mladih časnika s ruske vojne akademije, koju su neki od njih završili samo mjesec dana prije izbijanja sukoba, a neki su dali svoje završne ispite odavno. 
Ni vodnika isto nije bilo dovoljno, pa je zato 30 kadeta unaprijeđeno u vodnike. Ukupno je kroz vojarne u Kneževini Bugarskoj i Istočnoj Rumeliji prošlo 86 000 ljudi, a zajedno s dragovoljcima i “opolčenicima” ih je bilo nešto preko 100 000.
Bugarsko pješaštvo je raspolagalo starim puškama (starih više od 10-15 godina), a topništvo je sačinjavalo 200 naprava, od kojih je 40 bilo pokvareno i beskorisno.
Streljiva također nije bilo dovoljno, kao i uniformâ. Njih su posjedovali samo redovni vojnici, a volonteri i “opolčenici” su nosili vlastitu odjeću. Hrana se prikupljala uglavnom iz javnih dobrovoljnih pružanja ili donacijama bogatih Bugara iz inozemstva. Medicinska njega u ovom trenutku je bila na niskoj razini - u Bugarskoj je bilo samo 150 liječnika i 8 veterinara koji su morali brinuti za sve konje u konjaništvu kao i za prtljage u komori. Vojnih bolnica nije ni bilo.
Vojska je bila podijeljena u dvije skupine: na istočnu, gdje je bila većina vojske i koja je bila usmjerena na tursku granicu; i zapadnu skupinu, koju su činile preostale postrojbe na srbijanskoj granici. Bugarski ratni plan je bio koncentriran na rat protiv Osmanskog Carstva, ali ne i protiv Srbije.
Vidin i Trn su bili dodatno ojačani.
Kada je rat proglašen, akcijski plan je bio sljedeći:
Slabija zapadna skupina trebala je braniti pozicije dok ne pristigne pojačanje od istočne skupine, nakon čega će se pripremati napad. Prije početka vojne akcije, zapadna skupina je bila podijeljena u dvije podskupine - opet na zapadnu - koja je bila odgovorna za zaštitu grada Sofije, i sjevernu - koja je trebala obraniti Vidin. Zapovjednici su bili kapetan Atanas Uzunov i major Avram Gudžev, koji je u to vrijeme imao najviši čin u bugarskoj vojsci. Vrhovni zapovjednik nad svim bugarskim armijama je bio bugarski knez Aleksandar I. Battenberg.

### Očekivanja
U istočnoj supersili - Rusiji, pogledi su bili kontroverzni: većina je predvidjela bugarski poraz, ali su neki ruski časnici, koji su se nedavno vratili iz Bugarske, izjavili da će pobjeda na kraju pripasti Bugarskoj.

## Tijek

### Početak borbi
Bugarsko zapadno bojište bilo je razdijeljeno na 7 odreda koji su ukupno raspolagali s 17 437 vojnika i 34 topova za zaustavljanje srbijanske vojske.
Dana 2. studenoga, srbijanske snage su napale caribrodske položaje, koje su branili jedna skupina 4. pješačke plevenske pukovnije i kojom je zapovijedao kapetan Andrej Bukureštlijev, kao i 3 čete 1. pješačke sofijske pukovnije. Omjer je bio 7 na 1 u korist srbijanske vojske. Bugari su se povukli na položaje kod Dragomana, jer nisu mogli priuštiti sebi velike žrtve na početku rata. Kraj Dragomana su se jedinice povučene s caribrodskih pozicija spojile s jednom skupinom i jednom pukovnijom.
U isto vrijeme, malo južnije, srbijanska šumadijska divizija je upala na bugarsko tlo s planom da ovlada putem Pirot — Trn — Breznik, da bi kasnije zajedno s pristiglom moravskom divizijom preuzela Trn i Breznik, ne bi li na taj način oslobodili put do sofijske kotline. 
Šumadijska divizija je ušla 15 kilometara na bugarski teritorij, a Bugari su se zbog tog što su bili nadbrojani povukli u selo Vrabča. Ovu poziciju je predvodio kapetan Nikola Ganev.
Dana 3. studenog 9. bataljon, 2. eskadron i 24. odred šumadijske divizije napali su Orlinski vrh, koji je bio za bugarsku vojsku važna strategijska točka. Do sredine dana prestao je otpor bugarskih snaga koje su povukle do mjesta Sekirica, odakle su pripremali protunapad. To je Bugarima ušedilo dragocjeno vrijeme potrebno do dolaska istočne bugarske grupe. Borbe su se vodile cijeli dan do 4. studenog, kada su se Bugari ponovo povukli, ovaj put do Breznika.
Malo dalje, južnije, moravska divizija vodi borbu s bugarskim izvorskim odredom, koji je bio pod zapovjedništvom kapetana Stefana Toševa, koji je čuvao Trn usredotočivši se na Koluniškoj visini. Nakon jednodnevne borbe odred se povukao u selo Trekljano. Na kraju 4. studenoga srbijanske trupe zauzimaju Trn nakon čega usmjravaju svoje snage na Radomir. 
Srpska dunavska divizija je pošla na Dragoman, ali je na kraju dana bila odbijena.
Na sjevernom kraju zapadnog bojišta bugarski caribrodski odred se povukao do Slivnice.
Nišavska armija je napredovala ka Sofiji, ali je u dvodnevnoj borbi, u kojoj su čak sudjelovali civili (na bugarskoj strani) bila zauzeta, a to je iskoristila bugarska vojska koja je počela skupljati snage za obrambene položaje kod Slivnice.
U borbama je sudjelovala srpska drinska divizija, koja je do tada bila u rezervi.
Istoga dana bugarski knez je sazvao odbor na kojem je odlučeno da se bugarske snage usredotoče na Slivnici gdje će se voditi ključna bitka, i zbog tog je trebalo čuvati tu poziciju do dolaska onih bugarskih postrojbi koje su se nalazile na turskoj granici.

### Bitka kod Slivnice
Aleksandar I. odlučio je otjerati neprijateljev lijevi bok, te je napao srbijanske položaje u selu Malo Malovo. Bojište kod Slivnice je bilo podijeljeno u 3 dijela, a omjer je bio 12 000 bugarski vojnika protiv 25 000 srbijanskih.
Ujutro 5. studenog započinje odlučna bitka kod Slivnice. U 9 ujutro srbijanska vojska je napredovala, ali ju je kapetan Georgi Siljanov topničkom kanonadom odvratio od napada i to bez žrtava na bugarskoj strani. Bugarski vojnici su započeli protunapad u selu Malo Malovo po nalogu kneza, a uskoro su srbijanske snage bile prisiljene na povlačenje. Uglavnom su se najveće borbe vodile na ovom kliru, gde su srpski vojnici pokušali vratit izgubljene pozicije, ali bez ikakvog većeg uspjeha.
U bitci bugarsko topništvo pomagalo je mnogo svoju pješadiju usiljenom vatrom, ali usprkos tome desno bugarsko krilo se zbog nedostatka streljiva moralo utvrditi i čuvati svoje pozicije od napada sprske vojske.
Dok je bitka bila u najvećem zamahu, srpska moravska divizija je zaposjela Breznik i okrenula se ka lijevom krilu bugarskih pozicija na Slivnici. Šumadijska divizija se pridružila dunavskoj i drinskoj, ali ni to nije premostilo jaz koji je od početka vladao u srbijanskoj vojsci - slabe veze između divizija. 
Kada su srbijanski vojnici u tom trenutku bili spremni za napad, bugarskoj vojsci pridružio se časnik Petar Tantilov i zapovjednici 4. trakijske, 2. sofijske i 1. sofijske i jedne “opolčeničke” grupe, kao i jedna baterija, tako da je na bugarskoj strani tada bilo 20 000 ljudi, dok je na srpskoj bilo 31 000.
U Sofiji je Aleksandar I bio zabrinut, jer se bojao da izgubi odlučnu bitku i zato je počeo razrađivati plan za evakuaciju iz prijestonice, ali je i dao zapovijed da se ojača lijevo krilo koje je bilo poprilično kritično.
Dana 6. studenog počela je bitka na cijeloj liniji bojišnice. Bdinska pukovnija je postigla uspjeh izvevši protunapad, a plevenska se približila rovovima srbijanske vojske. Na lijevom krilu pozicije nisu bile tako dobre za bugarsku vojsku. Šumadijska i moravska divizija nastupale su s juga i jugozapada. Protiv moravske divizije, koja je nastupala ka Gurgluljatu i čiji je stožer bio uspostavljen u Brezniku, bilo je poslano 1 950 bugarskih vojnika pod zapovjedništvom časnika Stefana Kisova. Unatoč tome što je u konačnici bila pobijeđena, ovaj bugarski odred je uspio usporiti moravsku diviziju u njenom napredovanju ka Slivnici, gdje se u tom trenutku rješavao ishod rata.
Bugarska vojska je odlučila, nakon što je jednim napadom primorala srbijanske postrojbe na povlačenje, da nastupi iz pravca njezinog desnog krila, što je na kraju rezultiralo oslobođenjem sela Tden, Komštica i Smolča.
Dana 7. studenoga, nakon novih pojačanja, srbijanske snage su dosegle 40.000, a bugarske 32.000 ljudi.
U rano jutro 7. studenoga časnik Hristo Popov je predvodio svoju grupu u selo Gurguljat, gdje je naišao na tri srpske bojne, jednu bateriju i jedan eskadron koje je na kraju uspio pobijediti. U to vrijeme, srbijanske snaga na sjevernom dijelu bojišta su se oporavile i vratile dio izgubljenog zemljišta, što je primoralo bugarske vojnike da izvrše protunapad. Časnik Marin Marinov - zapovjednik bdinske pukovnije, naredio je napad s bajonetima koji je sam predvodio bivajući na kraju ubijen zajedno sa svojim vojnicima. Malo kasnije istoj pukovniji su u pomoć pristigle plevenska skupina i jedna baterija. Nakon žestoke borbe za prevlast nad tom dijelu bojišta, srbijanske postrojbe su bile primorane da se povuku. U podne 7. studenog Bugari su prešli u napredovanje.

### Preokret u ratu
Bugarsko zapovjedništvo je u drugoj fazi rata odlučilo prijeći u ofenzivu i pobijedi glavne snage srbijanskih postrojbi vjerujući da će na taj način dobiti rat.
Dana 8. studenog bugarsko desno krilo nastupalo je ka Dragomanu, i nakon neprekidnih borbi primoralo srbijansku vojsku da se povuče južno od grada.
Istoga dana prva pješadijska sofijska pukovnija je srela kod sela Galabovci jedan odred razbijene srpske moravske divizije. Uskoro je i Breznik bio ponovo pod bugarskom kontrolom, a srbijanska vojska se povukla u Trn, nadomak srbijanske granice.
Srpska dunavska divizija odstupala je do Kalotina, šumadijska ka Gaberu, a drinska kroz Dragomanski tjesnac; u svim divizijama prevladavala je demoralizacija i panika.
Dana 9. studenog borbe su prestale što je dalo bugarskoj vojsci mogućnost da se napokon pregrupira. 
Nakon dolaska šeste pješačke trnovske, osme pješadijske primorske i plovdivske pješačke pukovnije, bugarska vojska imala je 40 000 ljudi.
Srbija je mobilizirala dodatnih 32 000 ljudi te ih je usmjerila u blizini Pirota.
Bugarski knez Aleksandar I. odlučio je otjerati sve neprijateljske postrojbe s teritorija Bugarske, prenijeti rat na srpski teritorij i da nakon sigurne pobjede vodi mirovne pregovore.

### Rat na teritoriju Srbije
Dana 10. studenog bugarsko desno krilo i centar započeli su napad na Dragomanski tjesnac, u kojem su ponovo primorali srbijanske postrojbe na odstupanje, ovaj put sve do Caribroda u čijoj bližoj okolini je uspostavljeno bojište.
Dana 11. studenog je proglašen opći napad na srbijansku vojsku.
Srbijanske snage u povlačenju (dunavska, drinska, šumadija i ostaci moravske divizije) uspjeli su se pregrupirati na liniji Planinica — Caribrod — Radejna, ali su ponovo natjerani na povlačenje, te je tako Caribrod lako vraćen pod bugarsku kontrolu.
Povukavši se do granice, srbijanske snage su se ukopale na Neškovom visu, gdje je nakon bugarskog napada 12. studenog srpska šumadijska divizija gurnuta iza bugarske granice. Neškov vis je pao, ali je njegova obrana zapamćena kao najljepši primjer osobnog junaštva koji je srbijanska vojska dala u ovom ratu. Nakon što se veći dio postrojbe povukao, dočasnik Katanić ostao je sam sa svojom bojnom da se i dalje bori. Ranjen s pet mjesta od metaka i od bajoneta, borio se s bugarskim vojnicima koji su mu htjeli da oteti pukovnijsku zastavu. Na kraju je svladan i zarobljen, ali je zastava spašena.
Dana 13. studenoga srbijanska strana zatražila je primirje, ali im je odgovoreno s bugarske strane, da će se ono sklopiti samo pod izravnom nalogu bugarskog kneza Aleksandra I.
Dana 12. studenog Rusija i druge velike sile poslale su note Bugarskoj za otvaranje mirovnih pregovora između zaraćenih strana. I Osmansko Carstvo, već duže vrijeme ozbiljno zabrinuto za sigurnot svojih teritorija, poslalo je također notu. U notama velikih sila, nije navedeno ništa što bi priznalo ujedinjenje Bugarske. Bugarska vlada kasno daje odgovor ispričavajući se da je knez Aleksandar I na bojnom polju (što je bila istina). Nakon što je 14. studenog nota odbijena, bugarski knez zapovjedio je da se napad produži. Bugarska vlada i knez htjeli su svima staviti do znanja, da se bilo kakvi mirovni pregovori mogu voditi samo ako se prizna ujedinjena Bugarska.
Dana 13. studenog obje vojske su pripremile za predstojeću bitku za Pirot. Srbijanska vojska se ukopala kraj Pirota, gdje je broj njihovih postrojbi dosegao 65 000. Bugarskih postrojbi u blizini Pirota bilo je oko 42 000. 
Dana 14. studenog bugarske snage stigle su do srbijanskih rovova ispred Pirota. Bugarsko zapovjedništvo ocijenilo je, da je najvažnija strategijska točka za bitku Crni vrh, jer odatle je srpska vojska vladala cijelom kotlinom u kojoj se nalazio i sam Pirot. U noći istog dana odredi preslavske i konarske pješačke pukovnije u jurišu su preuzele spomenute pozicije. Borba je vođena na cijelom bojištu kraj Pirota. Bugarsko topništvo pružalo je veliku pomoć svojoj pješadiji. Ubrzo se Pirot našao u okruženju bugarskih postrojbi.
Dana 15. studenog u jutarnjim satima vodile su se žestoke borbe na pirotskim ulicama. Ipak, na kraju je prevladala bugarska vojska, koja je u jurišu na bajonet bila dobro obučena. Put do Niša bio je za nju slobodan. U bitci kod Pirota srbijanska strana imala je 700 ubijenih i 560 ranjenih, a bugarska 1150 ubijenih i 165 nestalih.

## Prekid vatre
Dana 16. studenog austro-ugarski pomoćni poslanik u Beogradu, grof Kevenhiler, pristigao je u glavni stožer bugarske armije u Pirotu gdje je vodio razgovor s knezom Aleksandrom I. Zahtijevao je od njega da zaustavi nastupanje prijeteći mu austrougarskom vojnom intervencijom nakon koje bi sigurno uslijedila ruska što bi dovelo do velikog rata. Knez je na kraju pristao na Kevenhilerovu nagodbu i kao demarkacionu liniju izabrao tekuću frontovsku liniju.

## Mir
Između Bugarske i Srbije započeti su pregovori za primirje, koji je zaključen 7. prosinca. U kasnijim pregovorima za izradu mirovnog ugovora sudjelovao je Medžid Abdulah paša - predstavnik Osmankog Carstva, jer Kneževina Bugarska kao njegova vazalna država nije smjela voditi vanjsku politiku neovisno od svog sizirena. Mirovni ugovor potpisan je 19. veljače 1886. g. u Bukureštu.

## Kasniji razvoj događaja
Rusija je i nakon neuspjeha Srbije pokušavala ponovo uspostaviti punu kontrolu nad Bugarskom. U kolovozu 1885. god. su proruske snage u Bugarskoj izvršile puč, ali će nakon nekoliko teških mjeseci proturuske snage u Bugarskoj prevagnuti, te će od studenog 1886. godine biti iz Bugarske povučeni svi ruski diplomati, te Bugarska i Rusija narednih 10 godina neće uopće održavati diplomatske odnose. Bugarska je svoje saveznike u narednom razdoblju tražiti među drugim europskim silama, te će uspostaviti snažnu suradnju s Austro-Ugarskom i Njemačkom.

## Galerija
- Spomenik u Tranu
- Spomenik - Tran
- Spomenik u gradu Slivnici
- Novi spomenik, blizu Slivnice
- Spomenik u gradu Slivnici
- Spomenik - Pleven
- Spomen kosturnica poginulih u bitci kod Aldomirovca
- Spomenik bitci kod Gurguljata
- Spomenik kod Breznika.

## Vanjske poveznice
- Srpsko-bugarski rat 1885

Sestrinski projekti
|  | Zajednički poslužitelj ima još gradiva o temi Srpsko-bugarski rat 1885. |